# Cascata del Mughetto
La cascata del Mughetto è una cascata situata lungo il corso del rio di Carpine, nel comune di Trento.

## Descrizione
La cascata si trova appena al di sotto dei Masi Saracini, una piccola località del comune di Trento sita tra sud-est di Meano; è formata dal rio di Carpine, un torrente di circa 3 km che nasce sopra a Montevaccino e sfocia nell'Adige in località Steffene, a nord di Gardolo. 
Il sito fa parte del patrimonio dell'Ecomuseo Argentario.